# Hans Tuppy

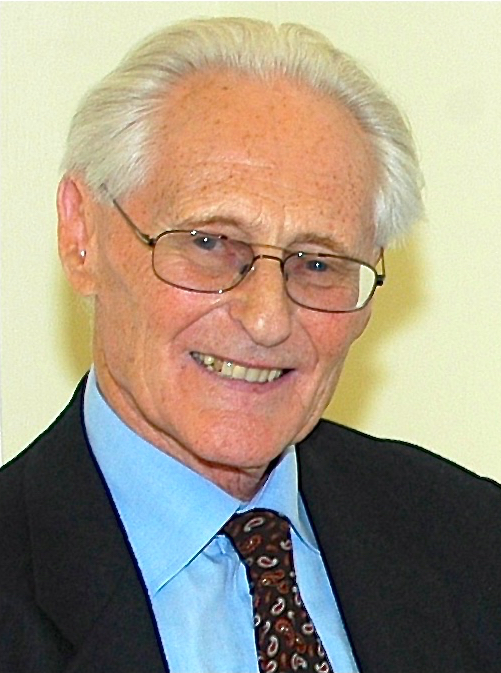
Hans Tuppy, 2005

Hans Tuppy (* 22. Juli 1924 in Wien; † 24. April 2024 ebendort) war ein österreichischer Biochemiker und Politiker. In der Bundesregierung Vranitzky II war er für die ÖVP Bundesminister für Wissenschaft und Forschung.

## Leben

### Herkunft
Hans Tuppy war ein Sohn des späteren österreichischen Staatsanwaltes Karl Tuppy. Sein Vater hatte 1934 die Anklage gegen die nationalsozialistischen Mörder des Reichskanzlers Dollfuß vertreten. Die beiden Haupttäter, Otto Planetta und Franz Holzweber, wurden hingerichtet. 1939 kam sein Vater, nach seiner Verhaftung Mitte März 1938, ins KZ Sachsenhausen und wurde dort so stark misshandelt, dass er Mitte November 1939 starb. Haupttäter war der spätere SS-Unterscharführer Roland Puhr.

### Werdegang
Hans Tuppy engagierte sich schon während seines Chemiestudiums im wissenschaftspolitischen Bereich und war Mitbegründer der Katholischen Hochschulgemeinde und der „Freien österreichischen Studentenschaft“.
Tuppy promovierte 1948 an der Universität Wien mit dem Thema Synthese des Cuskhygrins. Versuche zu einer Synthese des Dictamnins zum Dr. phil. 1956 folgte seine Habilitation.
Ab 1958 war er außerordentlicher Professor für Biochemie an der Universität Wien und ab 1963 Ordinarius am neu eingerichteten Institut für Biochemie an der medizinischen Fakultät der Universität. Für zwei Jahre war er ab 1970 Dekan der Medizinischen Fakultät der Universität Wien. Als Rektor der Universität Wien war er von 1983 bis 1985 eingesetzte und zeitgleich Vorsitzender der Österreichischen Rektorenkonferenz.
Von 1974 bis 1982 war er zusätzlich Präsident des Fonds zur Förderung der wissenschaftlichen Forschung (FWF). Er war von 1985 bis 1987 gewählter Präsident der Österreichischen Akademie der Wissenschaften.
In der Bundesregierung Vranitzky II war er mit der Einrichtung Ende Januar 1987 österreichischer Bundesminister für Wissenschaft und Forschung und blieb dies bis April 1989. Erhard Busek übernahm das Bundesministerium. Tuppy kehrte an die Universität zurück. 1994 wurde er emeritiert.
Von 2003 bis 2008 war er Vorsitzender des Universitätsrates der Universität für Bodenkultur Wien.

### Stationen, Preise und Auszeichnungen
Hans Tuppy wurden in seiner langjährigen Tätigkeit diverse Ehrendoktorate, 1975 das Österreichische Ehrenzeichen für Wissenschaft und Kunst, 1978 die Wilhelm-Exner-Medaille sowie 2002 der Ludwig-Wittgenstein-Preis der Österreichischen Forschungsgemeinschaft verliehen. Er wurde auch in die Päpstliche Akademie der Wissenschaften berufen. 2011 erhielt er das Goldene Komturkreuz des Ehrenzeichens für Verdienste um das Bundesland Niederösterreich. 2014 erhielt Tuppy den Großen Preis des Kardinal-Innitzer-Preises sowie das Große Goldene Ehrenzeichen mit dem Stern für Verdienste um die Republik Österreich. Er war Ehrendoktor, Ehrenringträger und Ehrensenator der Universität für Bodenkultur Wien.
Als junger Forscher arbeitete Hans Tuppy in Cambridge mit Frederick Sanger an der Sequenzaufklärung des Insulins. Frederick Sanger erhielt 1958 für diese Arbeit den Nobelpreis, seither gilt Tuppy als „Fast-Nobelpreisträger“.
Nach Cambridge ging Tuppy an das Karlsberg-Laboratorium in Kopenhagen, Dänemark, und kehrte erst 1951 wieder nach Wien zurück, wo er Assistent am II. Chemischen Institut der Universität Wien wurde. Tuppy spezialisierte sich nie auf nur ein Thema, sondern versuchte immer, möglichst breit in seinen Interessen zu bleiben. Beispiele sind Arbeiten an Nukleinsäuren, Kohlenhydraten oder Viren. Mit Helmut Schenkel-Brunner arbeitete er etwa an der enzymatischen Umwandlung von Blutgruppensubstanzen des AB0-Systems. Mit Peter Meindl gelang ihm die Entdeckung einer Gruppe von Neuraminsäurederivaten mit antiviraler Wirksamkeit.
Nicht nur wissenschaftlich sehr erfolgreich engagierte sich Tuppy auch wissenschaftspolitisch. Er arbeitete an der Formulierung des Forschungsförderungsgesetzes mit, führte während seiner Präsidentschaft beim Fonds zur Förderung der wissenschaftlichen Forschung das Peer-Review-Verfahren ein und setzte während seiner politischen Funktion als Bundesminister für Wissenschaft und Forschung einige Neuerungen um.
Tuppy war ab 1965 Mitglied der Deutschen Akademie der Naturforscher Leopoldina und ab 1967 wirkliches Mitglied der mathematisch-naturwissenschaftlichen Klasse der Österreichischen Akademie der Wissenschaften. 1989 wurde er als ordentliches Mitglied in die Academia Europaea aufgenommen.
2022 war er Vorsitzender der Findungskommission für die Präsidentschaft der Österreichischen Akademie der Wissenschaften. Er wurde am Grinzinger Friedhof bestattet.